# Караван-сарай Аёз
Караван-сарай Аёз (Айёз) — памятник культурного наследия, расположенный в историческом центре Бухары (Узбекистан). Включен в национальный перечень объектов недвижимого имущества материального и культурного наследия Узбекистана — находится под охраной государства. Также его называли караван-сараем Айёз Чиннифорушом и Ахмд Айёз-бием.
До Бухарской революции 1920 года в нём занимались оптовой торговлей посуды. Позже он долгие годы служил общежитием и постепенно заполнялся строительными и бытовыми отходами. С 2003 года полуразрушенный караван-сарай реконструируется французской ассоциацией.